# 乳透社
乳透社是一個圍繞调侃习近平的亚文化“辱包文化”而成立並開展活動的网络组织，目前拥有2个YouTube频道、1個Odysee頻道、1個Rumble頻道、1個Twitter帳號、1個Telegram頻道。主要以制作鬼畜視頻以及AI翻唱等二創视频和傳播發佈社會新聞、評論的方式對习近平或中國政情進行反諷，已經發佈了一系列作品。

## 相关事件
- 2021年農曆春節前夕，乳透社開始籌辦线上直播節目“辱包拜年祭”。2月9日起，兩名準備参与該直播的乳透社成员突然失联。2月10日晚间，乳透社旗下的YouTube频道“小反旗”和“小池塘”先後收到来自上海幻电信息科技有限公司（中国大陆視頻網站bilibili的运营公司）的侵权投诉[5]。根據YouTube的相关条款，一個頻道在收到三次版權警示後将会被關停[6]。遭到侵權投訴後，乳透社將所有作品設為私人視頻，以防止頻道因遭到更多投訴而被封禁。2021年2月11日晚除夕，“辱包拜年祭”直播得以如期舉行。隨後“乳透社·小反旗”和“乳透社·小池塘Winnie the Pool”兩個頻道的內容亦重新公開顯示[7]。事後“辱包拜年祭”的相关人员声称，上海幻电信息科技有限公司受到中共的指示，在「辱包拜年祭」直播前夕，利用YouTube平台規則，通過廣撒網式的舉報，使乳透社的頻道快速觸發YouTube的停權機制，從而阻撓「辱包拜年祭」的直播[7]。

- 2022年2月1日春節，乳透社再次舉辦「辱包拜年祭」。2月11日，「乳透社·小反旗」「乳透社·小池塘Winnie the Pool」兩個頻道被YouTube封禁，原因是YouTube收到大量的版權移除請求[8]。此前幾個月，乳透社声称不斷遭到中國一些企業和團體的“受中共指示”而投訴，旗下這兩個頻道上的作品接連被以侵權為由下架，投訴方包括bilibili、音著协、奥飞娱乐、博生兄弟及旺旺食品上海分公司等[8]。此外乳透社成员向美國之音表示，许多曾经给他们投稿的作者均已失聯[4]。

- 2022年2月14日，乳透社在Rumble上开通了频道[9]。

- 2022年5月10日，乳透社·小池塘Winnie the Pool解封[10][11]。

- 2022年5月12日，乳透社·小反旗解封。
- 2023年1月14日，乳透社·小池塘Winnie the Pool第二次被封，原因是：屢次收到第三方對使用者發布內容所提出的版權侵害聲明。
- 2023年2月17日，乳透社·小反旗由于多次收到第三方提交的侵犯版权投诉，此账号已被终止。[12]
- 2023年4月1日，乳透社·小池塘Winnie the Pool第二次解封。
- 2023年4月4日，乳透社·小反旗第二次解封。
- 2024年8月末，乳透社·小池塘Winnie the Pool第三次被封。
- 2024年10月1日，乳透社·小池塘Winnie the Pool第三次解封[13]。